# Nelson Cereceda
Nelson Alejandro Cereceda Cabello (* 8. August 1991 in Santa Cruz) ist ein ehemaliger chilenischer Fußballspieler. Der Abwehrspieler gewann mit dem CSD Colo-Colo eine Meisterschaft.

## Karriere
Cereceda begann 2009 beim CSD Colo-Colo seine Profikarriere. Er stand bei den Albos im Meisterkader der Clausura 2009, bestritt aber kein Ligaspiel. 2011 wechselte der Verteidiger in die Primera B zu Deportes Copiapó und stand im erweiterten Trainingskader der Nationalmannschaft. Nach einem Jahr bei Deportes Temuco in der Segunda División spielte der Defensivakteur wieder für Zweitligaklubs. 2016 beendete er bei Deportes Colchagua seine Karriere.
Während seiner Zeit bei Magallanes war Cereceda, gemeinsam mit seinem Teamkollegen Nicolás Altamirano, auf dem Weg zum Training in einen schweren Verkehrsunfall verwickelt, bei dem Cereceda ein Schädel-Hirn-Trauma erlitt.

## Erfolge
Colo-Colo
- Chilenischer Meister: 2009-C